# 1721 w muzyce
Wydarzenia muzyczne w 1721 roku.

## Dzieła
- Johann Sebastian Bach – Brandenburger Konzerte (Koncerty Brandenburskie)
- Jan Dismas Zelenka – Triové nebo kvartetové sonáty (6 części)
- Jan Dismas Zelenka – Canoni sull’esacordo (9 części)

## Urodzili się
- 1 kwietnia[a] – Pieter Hellendaal, holenderski kompozytor, organista i skrzypek (zm. 1799)
- 7 kwietnia – Matthias van den Gheyn, belgijski kompozytor (zm. 1785)
- 24 kwietnia[a] – Johann Philipp Kirnberger, niemiecki kompozytor i teoretyk muzyki (zm. 1783)